# اردک‌تباران دریایی
اردک‌تباران دریایی (نام علمی: Mergini) نام یک تبار از تیره مرغابیان است.